# Adam III. Berški
Adam III. Berški je bil sin Friderika II. Berškega  in Elizabete Milenske. Kot naslednik svojega očeta je bil od leta 1331 do svoje smrti leta 1354 deveti gospod dežele Berške. Bil je član plemiške rodbine Berških tudi imenovanih latinsko "De Monte".Dežela Berška je bilo praporno gospostvo na vzhodu sedanje nizozemske province Gelderland, ki so ji pripadali 's-Heerenberg, Didam, Etten, Zeddam, Gendringen, Netterden in Gospostvo Westervoort.

## Biografija
Gospod Adam III. Berški je bil po smrti svojega očeta Friderika II. Berškega  leta 1331 še mladoleten. Zato je bil sprva pod skrbništvom svoje matere Elizabete Milenske in strica Everta Heeckerenskega iz Ulfta (mož njegove tete Mehteld Berške).
Letnica rojstva gospoda Adama ni znana, vendar se lahko domneva, da je leta 1341 postal polnoleten. Takrat mu je Kölnski nadškof Walramus podelil številne gosposščinske pravice v Gendringenu, Ettenu in Hanselaerju , katere je užival že njegov oče Friderik. To je vključevalo pravico do kovanja denarja in pravico do varjenja in prodaje piva v Gendringenu. Novembra 1346 je nadškof dovolil prenos obeh pravic na ’s-Heerenberg. Nekaj dni kasneje je gospod Adam potrdil, da bo te pravice uveljavljal v 's-Heerenbergu, kot je to počel njegov oče Friderik. To kaže na to, da je gospod Friderik že uveljavljal obe pravici v 's-Heerenbergu pred svojo smrtjo leta 1331. Dovoljenje nadškofa Walrama leta 1346 se torej zdi prej potrditev obstoječega stanja kot nova odločitev. Kovance so kovali v 's-Heerenbergu najkasneje do leta 1473 v Ailde Monte, delavnici blizu Oudste Poorta, kjer je pozneje stala hiša št. 144, nato pa do leta 1582 v Nije Monte .

## Poroka in otroci
Gospod Adam III. je bil poročen z Margareto Weerdenburško, vendar je zakon ostal brez otrok. Verjetno je bil Bitter Berški njegov nezakonski sin. Njegova žena je umrla 31. marca 1369 .
Gospod Adam III. Berški je umrl 17. novembra 1354. Šest mesecev prej je svoje posesti že prenesel na brata Viljema, ki ga je nasledil kot gospod Berški.